# مرکز آموزش فنی فدرال ریو دو ژانیرو
مرکز آموزش فنی فدرال ریو دو ژانیرو (به انگلیسی: Federal Center for Technological Education of Rio de Janeiro) موسسه‌ای آموزشی در کشور برزیل است که زیرمجموعهٔ وزارت آموزش برزیل محسوب می‌شود و بر آموزش رشته‌های مهندسی خصوصاً مهندسی مکانیک، مهندسی فناوری اطلاعات، مهندسی پتروشیمی، مهندسی برق و مهندسی متالورژی تمرکز دارد. این مرکز دوره‌های کارشناسی ارشد و مقطع کارشناسی برای دانش‌آموزان نظری و مقطع فنی برای دانش‌آموزان هنرستانی را ارائه می‌دهد.